# 10微米制程
10 µm制程是半导体制造制程的一个水平，大约于1971年左右达成。 这一制程由当时领先的半导体公司如英特尔所完成。

## 具有10微米制程的产品
- 于1971年推出的Intel 4004CPU使用这个制程。[3]
- 于1972年推出的Intel 8008CPU使用这个制程。[3]